# Agnus Dei

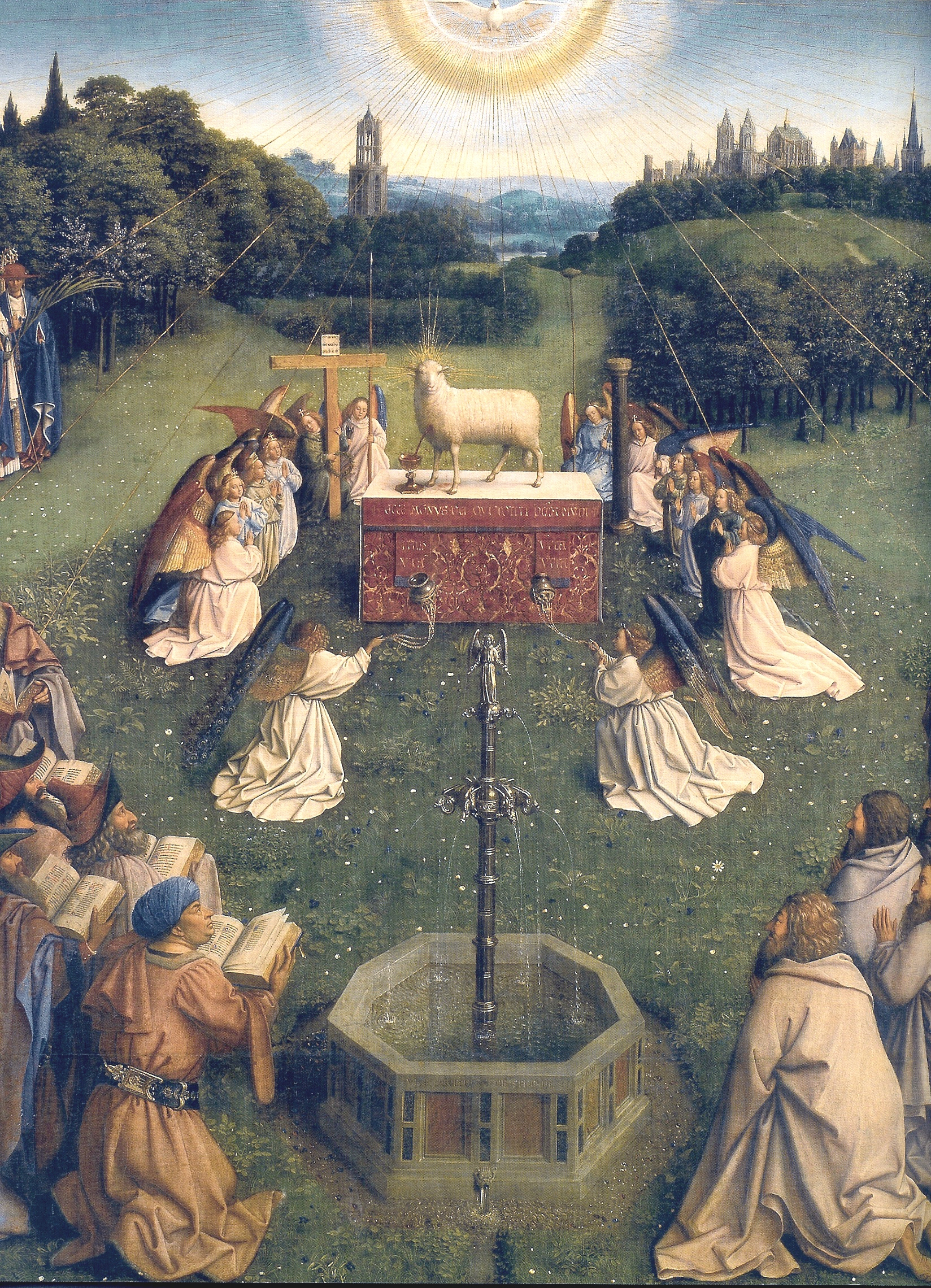
Guds lamm, Agnus Dei. Ghent Altarpiece målning av Jan van Eyck 1432.

Agnus Dei (latin "Guds lamm") är en beteckning på Kristus som syftar på hans ställföreträdande offerdöd på korset, som ett offerlamm. Begreppet har minst fyra olika betydelser.

## Guds lamm

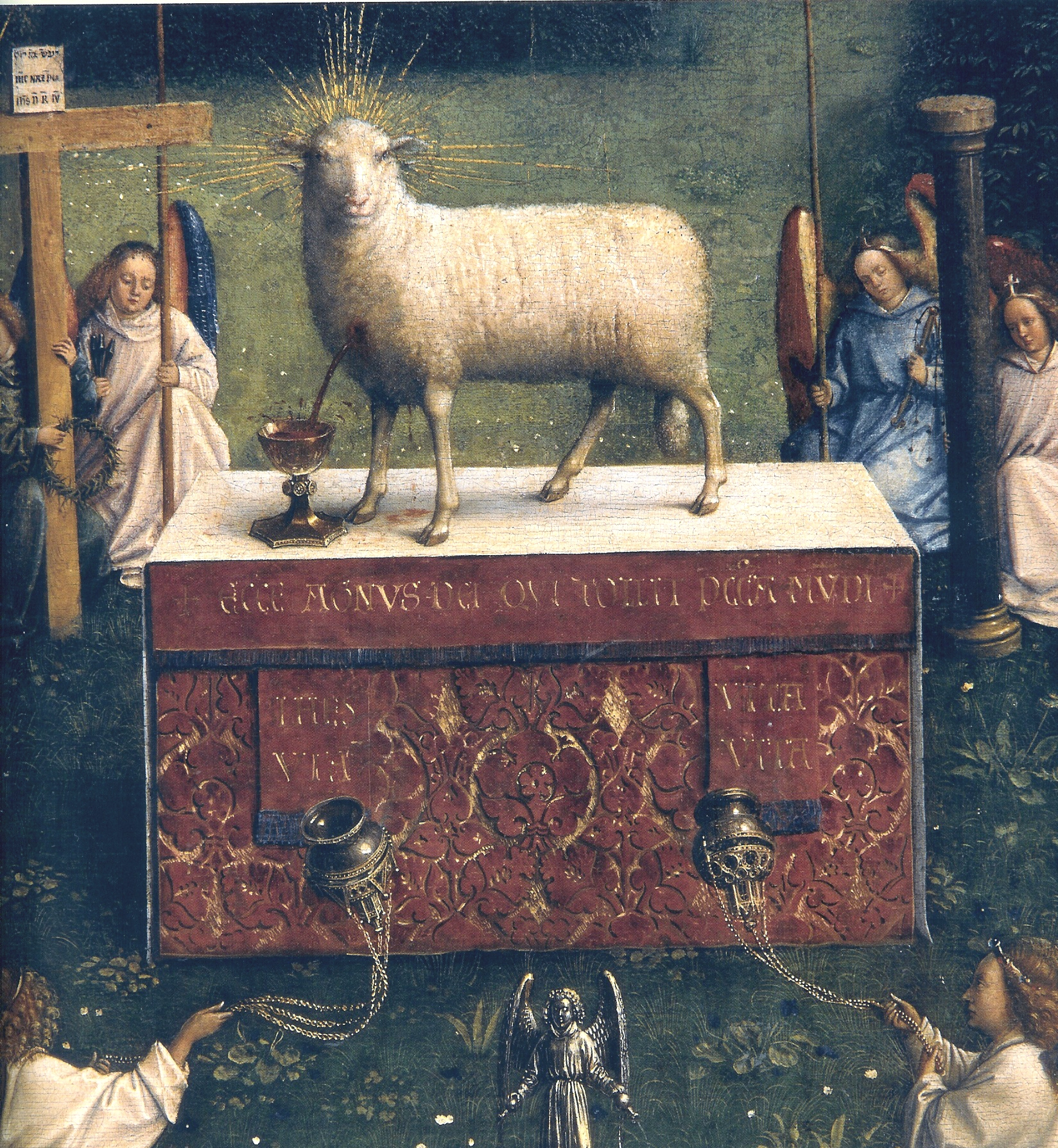
Detalj i ”Tillbedjan av Guds lamm”. Här syns korsglorian och sidosåret tydligt.

Guds lamm är en benämning på Jesus i Nya Testamentet och ett vanligt uttryck inom den kristna traditionen av Kristus som försonare, med anknytning till påskalammet vid uttåget ur Egypten och utsagan om Herrens lidande tjänare i Jesaja 53:7, där han liknas vid "ett lamm som förs bort för att slaktas".
Enligt Johannesevangeliet 1:29 utpekade Johannes Döparen Jesus som Messias med orden: "Där är Guds lamm som tar bort världens synd", eller, i äldre översättning: "Se Guds lamm, som borttager världens synd!" 

## I mässan
Som moment i nattvardsmässan infördes hymnen Agnus Dei i den romerska mässan av påven Sergius I (687-701). Med tiden fixerades antalet upprepningar av bönen till tre gånger. Den tredje radens avslutning, "giv oss din frid", beror på närheten till fridshälsningen. Hymnen har sitt ursprung i Johannesevangeliet där Johannes döparen säger om Jesus: ”Där är Guds lamm som tar bort världens synd” (Joh 1:29).
Hymnens lydelse:
Latin:

Agnus Dei, qui tollis peccata mundi, miserere nobis.
Agnus Dei, qui tollis peccata mundi, miserere nobis.
Agnus Dei, qui tollis peccata mundi, dona nobis pacem.
Svenska:
O, Guds Lamm, som borttager världens synder, förbarma Dig över oss.
O, Guds Lamm, som borttager världens synder, förbarma Dig över oss.
O, Guds Lamm, som borttager världens synder, giv oss Din frid.

Evangelisk-lutherska kyrkan i Finland använder en delvis annorlunda variant genom att i stället för textraden "som borttager världens synd" sjunga "som bär all världens synd".
Otaliga verk finns för kör a cappella eller med orkester, bland annat genom att satsen ingår som en del i mässan eller Requiem. Kända Agnus Dei är till exempel Gabriel Faurés Requiem eller altarian i J.S Bach h-mollmässa. Sven-David Sandström och Fredrik Sixten är två svenska tonsättare som gjort uppmärksammade verk på samma text.
Texten finns översatt till många språk och finns representerad i flera svenskspråkiga psalmböcker sen Swenske Songer eller wisor 1536, Göteborgspsalmboken 1650 och 1695 års psalmbok med flera, som psalmen Guds rena Lamm, oskyldig.

## Symbol
Agnus Dei är en urkristen symbol för Frälsaren. Vanligen avbildas Gudslammet med korsgloria och mellan frambenen håller det en stång med korsprydd segerfana. Ofta avbildas också lammet med ett sidosår från vilket blodet rinner ner i en kalk. Lammet kan även symbolisera Johannes döparen.

## Pilgrimsmärke
Agnus Dei var ett pilgrimsmärke i vax, hämtat från påskljuset, som delades ut till pilgrimer i Rom under 800-talet.